# Médaille d’honneur
Prix exceptionnel 1928 de l'Académie française
La médaille d’honneur est un prix de littérature exceptionnel décerné uniquement en 1928 par l’Académie française à l’abbé René Aigrain pour son ouvrage Ecclesia, avec une préface de Jules-Marie-Victor Courcoux (1870-1951),.
René Aigrain est un homme d'église et historien, né le 3 mars 1886 à Poitiers et mort dans cette même ville le 23 mars 1957 . Il est l'auteur d'une soixantaine d'ouvrages. 